# José Carneiro de Resende
José Carneiro de Resende (Cristina, 30 de junho de 1872 — ?, ?) foi um político brasileiro. Exerceu o mandato de deputado federal constituinte por Minas Gerais em 1934.

## Vida Pessoal
Era filho de de José dos Reis Silva Resende e de Maria Cândida Carneiro Santiago. Mudou-se para a cidade de São Paulo, quando tinha cinco anos de idade, onde completou seus estudos primários nos colégios Ivair, Moretzshon e Nossa Senhora do Carmo. 
Estudou direito, ingressando na Faculdade de Direito de São Paulo, em 1890. Em novembro de 1894, concluiu o curso pela Faculdade de Direito de Ouro Preto, localizada em Minas Gerais. Foi nomeado promotor de Justiça na cidade mineira Santa Rita do Sapucaí,  no mês de outubro de 1893, quando ainda era apenas estudante. Entre janeiro de 1894 e setembro de 1895, exerceu a mesma função na cidade de Itajubá (MG). Trabalhou como professor e diretor da Escola Normal de Itajubá, durante o período de 1895 a 1900.

## Atuação na Política
Iniciou sua carreira na política em 1896, quando se elegeu deputado estadual pelo Partido Republicano Mineiro. Em 1900, renunciou ao mandato estadual após ter sido eleito deputado federal por Minas Gerais. Tomou posse em maio do mesmo ano, e conseguiu se reeleger consecutivamente até o ano de 1912. Ano em que integrou uma comissão especializada em estudar o projeto Código de Águas, tendo decretado um parecer a respeito da classificação das águas. Em dezembro de 1914, José finalizou seu último mandato como deputado.
Coordenou os negócios da encampação da Rede Sul Mineira, durante os anos de 1921 e 1922. Além de conduzir o arrendamento pela União dessa rede ao estado de Minas Gerais. No mês de maio de 1927, Resende retornou à Câmara Federal. Foi reeleito em março de 1930, atuando no cargo até setembro do mesmo ano, quando foi indicado como secretário de finanças do governo Olegário Maciel. Com a dissolução de todos os órgãos legislativos na época da Revolução de 1930, deflagrada no mês de outubro,perdeu seu mandato parlamentar e resolveu renunciar ao cargo de secretário estadual, em novembro.
Integrado à legenda do Partido Republicano Mineiro, elegeu-se suplente de deputado à Assembleia Nacional Constituinte, em maio de 1933. Assumiu o mandato em novembro do mesmo ano,  e participou desde o começo dos trabalhos constituintes, atuando contra a maioria deles.
Até maio de 1934, Resende teve seu mandato prorrogado por causa da eleição do presidente da República ,no dia 17 de julho de 1934, e da promulgação da nova Carta no dia 16 de julho. Os demais constituintes também tiveram a prorrogação de seus mandatos. Reelegeu-se deputado federal, em outubro de 1934, continuando a atuar na Câmara  até o dia 10 de novembro de 1937. Período em que todos os órgão legislativos do Brasil foram suprimidos, em virtude da instalação do Estado Novo.
Após deixar a carreira política, assentou-se em Belo Horizonte, onde atuou como fiscal do estado junto ao Banco Hipotecário Agrícola de Minas Gerais , durante muitos anos.
José era comerciante, industrial e sócio das firmas  Companhia Industrial Sul Mineira,Fábrica de Calçados de Belo Horizonte, Rache Resende e Cia. e Carneiro de Resende e Cia. Atuou também como presidente da Previdência dos Servidores de Minas Gerais, local que ajudou a estruturar. Colaborou em diferentes jornais e revistas, além de ter sido o autor de vários trabalhos parlamentares. Era casado com Maria de Magalhães e teve cinco filhos.